# Carcharhinus altimus
Carcharhinus altimus – gatunek rekina z rodziny żarłaczowatych (Carcharhinidae). Zamieszkuje ciepłe tropikalne i subtropikalne wody wszystkich oceanów. Ten migrujący rekin preferuje głębokie wody wzdłuż krawędzi szelfów kontynentalnych. Spotykany najczęściej na głębokości 90–400 metrów, choć w nocy czasami podpływa bliżej powierzchni lub wpływa na dużo płytsze przybrzeżne obszary. C. altimus ma jasnoszare (rzadziej ciemniejsze) ciało mierzące zazwyczaj około 2,7–2,8 metra długości, wydłużony szeroki pysk z płatami skórnymi wokół nozdrzy oraz heterodontyczne uzębienie. Jego płetwy piersiowe są długie, w kształcie szerokiego łagodnie zagiętego ku tyłowi sierpa. Pomiędzy nimi posiada wyraźny, prostopadły grzbiet.
Poluje w pobliżu dna oceanicznego. Żywi się najczęściej rybami kostnoszkieletowymi i głowonogami, rzadziej rybami chrzęstnoszkieletowymi. Podobnie jak inne żarłaczowate, jest żyworodny. Embriony aż do momentu narodzin pobierają składniki pokarmowe poprzez łożysko woreczka żółtkowego połączone ze śluzówką macicy matki. Jednorazowo samice rodzą od 3 do 15 młodych. Ciąża trwa 10 miesięcy. C. altimus zamieszkuje zbyt głębokie wody, by stanowić niebezpieczeństwo dla ludzi. Znajdowany czasami jako przyłów z połowów innych mniejszych gatunków ryb. Poławiany dla mięsa, płetw, skóry, oleju z wątroby i mączki rybnej. Międzynarodowa Unia Ochrony Przyrody (IUCN) nie posiada wystarczających informacji, by określić globalny stan populacji tego gatunku. Jednakże z powodu intensywnego rybołówstwa w porównaniu ze stosunkowo powolnym tempem rozrodczym uznaje się, że populacja w północno-zachodnim Oceanie Atlantyckim oraz na innych obszarach stale się zmniejsza.

## Taksonomia i filogenetyka
Światowy ekspert od rekinów, dr Stewart Springer, opisał w 1950 roku gatunek Eulamia altima na łamach naukowego periodyku American Museum Novitates. Późniejsi autorzy uznali rodzaj Eulamia za młodszy synonim rodzaju Carcharhinus. Epitet gatunkowy altimus pochodzi od łacińskiego "altus" oznaczającego "głęboki" i odnosi się do znacznej głębokości występowania tego gatunku. Typowym okazem (holotypem) była młoda samica o długości 1,3 metra, wyłowiona w pobliżu rafy Cosgrove u wybrzeży Florida Keys, 2 kwietnia 1947 roku. Angielska nazwa "bignose shark" pochodzi od stosunkowo długiego pyska. Przed formalnym opisem popularna wśród florydzkich rybaków była nazwa "Knopp's shark", używana po nadaniu nazwy systematycznej jako potoczna.
|  | Carcharhinus altimus  |
|  |                       |
|  | Carcharhinus plumbeus |
|  |                       |

|  | Carcharhinus perezi |
|  | |
|  | \| \| Carcharhinus galapagensis \| \| \| \| \| \| Carcharhinus obscurus \| \| \| \| \| \| Carcharhinus longimanus \| \| \| \| \| \| Prionace glauca \| \| \| \| |
|  | |
|  | Carcharhinus galapagensis |
|  | |
|  | Carcharhinus obscurus |
|  | |
|  | Carcharhinus longimanus |
|  | |
|  | Prionace glauca |
|  | |

|  | Carcharhinus galapagensis |
|  |                           |
|  | Carcharhinus obscurus     |
|  |                           |
|  | Carcharhinus longimanus   |
|  |                           |
|  | Prionace glauca           |
|  |                           |

|  | Carcharhinus perezi |
|  | |
|  | \| \| Carcharhinus galapagensis \| \| \| \| \| \| Carcharhinus obscurus \| \| \| \| \| \| Carcharhinus longimanus \| \| \| \| \| \| Prionace glauca \| \| \| \| |
|  | |
|  | Carcharhinus galapagensis |
|  | |
|  | Carcharhinus obscurus |
|  | |
|  | Carcharhinus longimanus |
|  | |
|  | Prionace glauca |
|  | |

|  | Carcharhinus galapagensis |
|  |                           |
|  | Carcharhinus obscurus     |
|  |                           |
|  | Carcharhinus longimanus   |
|  |                           |
|  | Prionace glauca           |
|  |                           |

|  | Carcharhinus altimus  |
|  |                       |
|  | Carcharhinus plumbeus |
|  |                       |

|  | Carcharhinus perezi |
|  | |
|  | \| \| Carcharhinus galapagensis \| \| \| \| \| \| Carcharhinus obscurus \| \| \| \| \| \| Carcharhinus longimanus \| \| \| \| \| \| Prionace glauca \| \| \| \| |
|  | |
|  | Carcharhinus galapagensis |
|  | |
|  | Carcharhinus obscurus |
|  | |
|  | Carcharhinus longimanus |
|  | |
|  | Prionace glauca |
|  | |

|  | Carcharhinus galapagensis |
|  |                           |
|  | Carcharhinus obscurus     |
|  |                           |
|  | Carcharhinus longimanus   |
|  |                           |
|  | Prionace glauca           |
|  |                           |

|  | Carcharhinus perezi |
|  | |
|  | \| \| Carcharhinus galapagensis \| \| \| \| \| \| Carcharhinus obscurus \| \| \| \| \| \| Carcharhinus longimanus \| \| \| \| \| \| Prionace glauca \| \| \| \| |
|  | |
|  | Carcharhinus galapagensis |
|  | |
|  | Carcharhinus obscurus |
|  | |
|  | Carcharhinus longimanus |
|  | |
|  | Prionace glauca |
|  | |

|  | Carcharhinus galapagensis |
|  |                           |
|  | Carcharhinus obscurus     |
|  |                           |
|  | Carcharhinus longimanus   |
|  |                           |
|  | Prionace glauca           |
|  |                           |

|  | Carcharhinus altimus  |
|  |                       |
|  | Carcharhinus plumbeus |
|  |                       |

|  | Carcharhinus perezi |
|  | |
|  | \| \| Carcharhinus galapagensis \| \| \| \| \| \| Carcharhinus obscurus \| \| \| \| \| \| Carcharhinus longimanus \| \| \| \| \| \| Prionace glauca \| \| \| \| |
|  | |
|  | Carcharhinus galapagensis |
|  | |
|  | Carcharhinus obscurus |
|  | |
|  | Carcharhinus longimanus |
|  | |
|  | Prionace glauca |
|  | |

|  | Carcharhinus galapagensis |
|  |                           |
|  | Carcharhinus obscurus     |
|  |                           |
|  | Carcharhinus longimanus   |
|  |                           |
|  | Prionace glauca           |
|  |                           |

|  | Carcharhinus perezi |
|  | |
|  | \| \| Carcharhinus galapagensis \| \| \| \| \| \| Carcharhinus obscurus \| \| \| \| \| \| Carcharhinus longimanus \| \| \| \| \| \| Prionace glauca \| \| \| \| |
|  | |
|  | Carcharhinus galapagensis |
|  | |
|  | Carcharhinus obscurus |
|  | |
|  | Carcharhinus longimanus |
|  | |
|  | Prionace glauca |
|  | |

|  | Carcharhinus galapagensis |
|  |                           |
|  | Carcharhinus obscurus     |
|  |                           |
|  | Carcharhinus longimanus   |
|  |                           |
|  | Prionace glauca           |
|  |                           |

|  | Carcharhinus altimus  |
|  |                       |
|  | Carcharhinus plumbeus |
|  |                       |

|  | Carcharhinus perezi |
|  | |
|  | \| \| Carcharhinus galapagensis \| \| \| \| \| \| Carcharhinus obscurus \| \| \| \| \| \| Carcharhinus longimanus \| \| \| \| \| \| Prionace glauca \| \| \| \| |
|  | |
|  | Carcharhinus galapagensis |
|  | |
|  | Carcharhinus obscurus |
|  | |
|  | Carcharhinus longimanus |
|  | |
|  | Prionace glauca |
|  | |

|  | Carcharhinus galapagensis |
|  |                           |
|  | Carcharhinus obscurus     |
|  |                           |
|  | Carcharhinus longimanus   |
|  |                           |
|  | Prionace glauca           |
|  |                           |

|  | Carcharhinus perezi |
|  | |
|  | \| \| Carcharhinus galapagensis \| \| \| \| \| \| Carcharhinus obscurus \| \| \| \| \| \| Carcharhinus longimanus \| \| \| \| \| \| Prionace glauca \| \| \| \| |
|  | |
|  | Carcharhinus galapagensis |
|  | |
|  | Carcharhinus obscurus |
|  | |
|  | Carcharhinus longimanus |
|  | |
|  | Prionace glauca |
|  | |

|  | Carcharhinus galapagensis |
|  |                           |
|  | Carcharhinus obscurus     |
|  |                           |
|  | Carcharhinus longimanus   |
|  |                           |
|  | Prionace glauca           |
|  |                           |

Badania filogenetyczne na podstawie cech morfologicznych, opublikowane przez Jacka Garricka w 1982 roku i Leonardo Compagno w 1988 roku, sugerują, że C. altimus jest najbliżej spokrewniony z żarłaczem ciemnoskórym (C. obscurus) i żarłaczem galapagoskim (C. galapagensis). Każdy z tych rekinów ma duże trójkątne zęby w szczęce oraz wyraźny prostopadły grzbiet między płetwami piersiowymi. Analiza filogenetyczna na podstawie allozymowych danych, opublikowanych przez Gavina Naylora w 1992 roku, wskazuje, że C. altimus jest taksonem siostrzanym z żarłaczem brunatnym (C. plumbeus) i tworzy razem z nim wspólny klad.

## Występowanie i środowisko

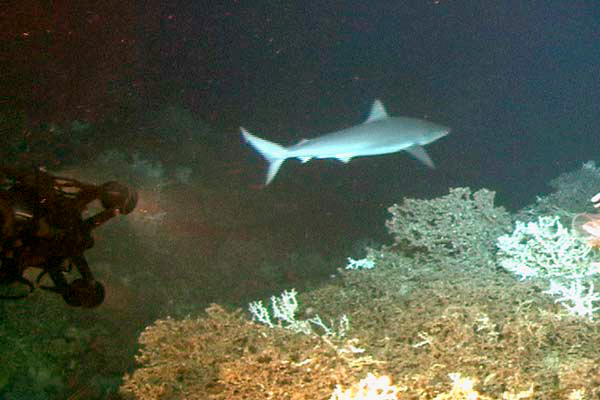
C. altimus pływający wśród skał przy dnie morskim.

Fragmentaryczne doniesienia z całego świata wskazują, że Carcharhinus altimus występuje prawdopodobnie w tropikalnych i subtropikalnych wodach wszystkich oceanów. W Oceanie Atlantyckim spotkać go można od Zatoki Delaware po południowe krańce Brazylii na zachodzie oraz w Morzu Śródziemnym i na wybrzeżach północno-zachodniej Afryki na wschodzie. W Oceanie Indyjskim pływa u wybrzeży południowej Afryki, Madagaskaru, Indii i zachodniej Australii. Występuje także w Morzu Czerwonym i na Malediwach. Zamieszkuje także wody Oceanu Spokojnego, od południowych krańców Japonii, poprzez wybrzeże Chin i Nowej Gwinei po północno-wschodnią Australię na zachodzie oraz od Półwyspu Kalifornijskiego po wybrzeża Ekwadoru na wschodzie, również na Hawajach. Najliczniejszy jest na Florydzie, Bahamach oraz na zachodnich wybrzeżach Indii, dużo rzadziej spotykany w Morzu Śródziemnym i Brazylii.
Występuje zazwyczaj w pobliżu krawędzi szelfów kontynentalnych. Spotyka się go najczęściej na głębokości 90–400 metrów, choć w nocy czasami podpływa bliżej powierzchni lub wpływa na dużo płytsze wody przybrzeżne o głębokości mniejszej niż 25 m. Sugeruje to odbywanie dobowych pionowych migracji. Według słabo udokumentowanych danych C. altimus odbywa stałe migracje w północno-zachodniej części Atlantyku, gdzie w ciągu roku pokonuje dystans od wschodniego wybrzeża Stanów Zjednoczonych do cieplejszych wód Zatoki Meksykańskiej lub Morza Karaibskiego i z powrotem. Pojedyncze dane wskazują, że osobniki zamieszkujące zachodnią część Oceanu Atlantyckiego w ciągu jednego sezonu pokonują od 1600 do 3200 km.

## Cechy morfologiczne

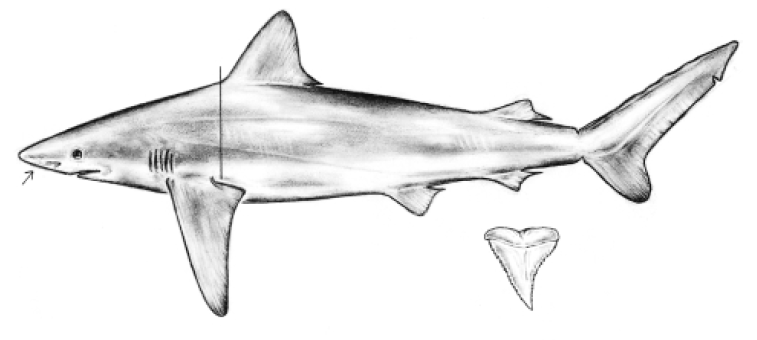
Rycina przedstawiająca C. altimus oraz jeden z jego zębów ze szczęki.

Dobrze zbudowany, masywny korpus. Wydłużona głowa z długim, szerokim i tępo zakończonym pyskiem. Dobrze rozwinięte trójkątne wydłużone płaty skórne wokół nozdrzy. Oczy stosunkowo duże, z fałdami półksiężycowatymi spojówek (ochraniające migotkę). Otwór gębowy szeroki, mocno wygięty. W szczęce znajduje się 14–16 rzędów szerokich trójkątnych zębów o ostrych lekko piłkowanych krawędziach i szerszej masywnej podstawie. Ich wewnętrzna powierzchnia jest guzkowata. Pierwsze rzędy zębów z przodu szczęki są uniesione, a każde kolejne pochylone pod coraz większym kątem. W dolnej szczęce mieści się 14–15 rzędów ostrych, wąskich, haczykowatych zębów o ostrych krawędziach i wąskiej szerokiej podstawie. Po obu bokach głowy posiada pięć w miarę równych szczelin skrzelowych.
Długie, równe płetwy piersiowe, w kształcie szerokiego łagodnie zagiętego ku tyłowi sierpa. Pomiędzy nimi ryba posiada wyraźny, wysoki, prostopadły grzbiet. Podstawa pierwszej płetwy grzbietowej, usadowiona na wysokości tylnych krawędzi płetw piersiowych, jest stosunkowo wysoka, trójkątna lub w kształcie tępo zakończonego sierpa z szeroką wolną dystalną krawędzią. Druga płetwa grzbietowa mała, umiejscowiona na wysokości płetwy odbytowej. Płetwa ogonowa duża i szeroka, lecz krótsza niż u innych przedstawicieli Carcharhinus, asymetryczna i heterocerkiczna. Górny łuk płetwy ogonowej kilkakrotnie dłuższy od dolnego. Na końcu górnego łuku wyraźnie zaznaczony fałd skórny, poprzedzony księżycowatym wycięciem. U samca z części płetw brzusznych wykształcił się narząd kopulacyjny zwany pterygopodium. Posiada 3 poziome niskie owalne grzbiety prowadzące do zębów marginalnych. Skórę pokrywają połyskujące łuski plakoidalne zwane "skórnymi zębami". Grzbiet cechuje się barwą jasno- lub ciemnoszarą, czasem nawet brązową. Na bokach biegnie słabo widoczny jasny pas. Spód tułowia jest jasny, srebrny lub biały. Płetwy są ciemniejsze od korpusu z wyjątkiem pierwszej płetwy grzbietowej i wewnętrznych powierzchni płetw piersiowych. Dalsze krawędzie płetw brzusznych, drugiej płetwy grzbietowej, odbytowej i ogonowej przyjmują niekiedy kolor czarny. Wielkość nie jest cechą dymorfizmu płciowego. Zarówno samce i samice dorastają do około 2,7–2,8 m długości, choć niektóre osobniki przekraczają 3 m. Osiągają maksymalnie 168 kg masy ciała.

## Ekologia i zachowanie

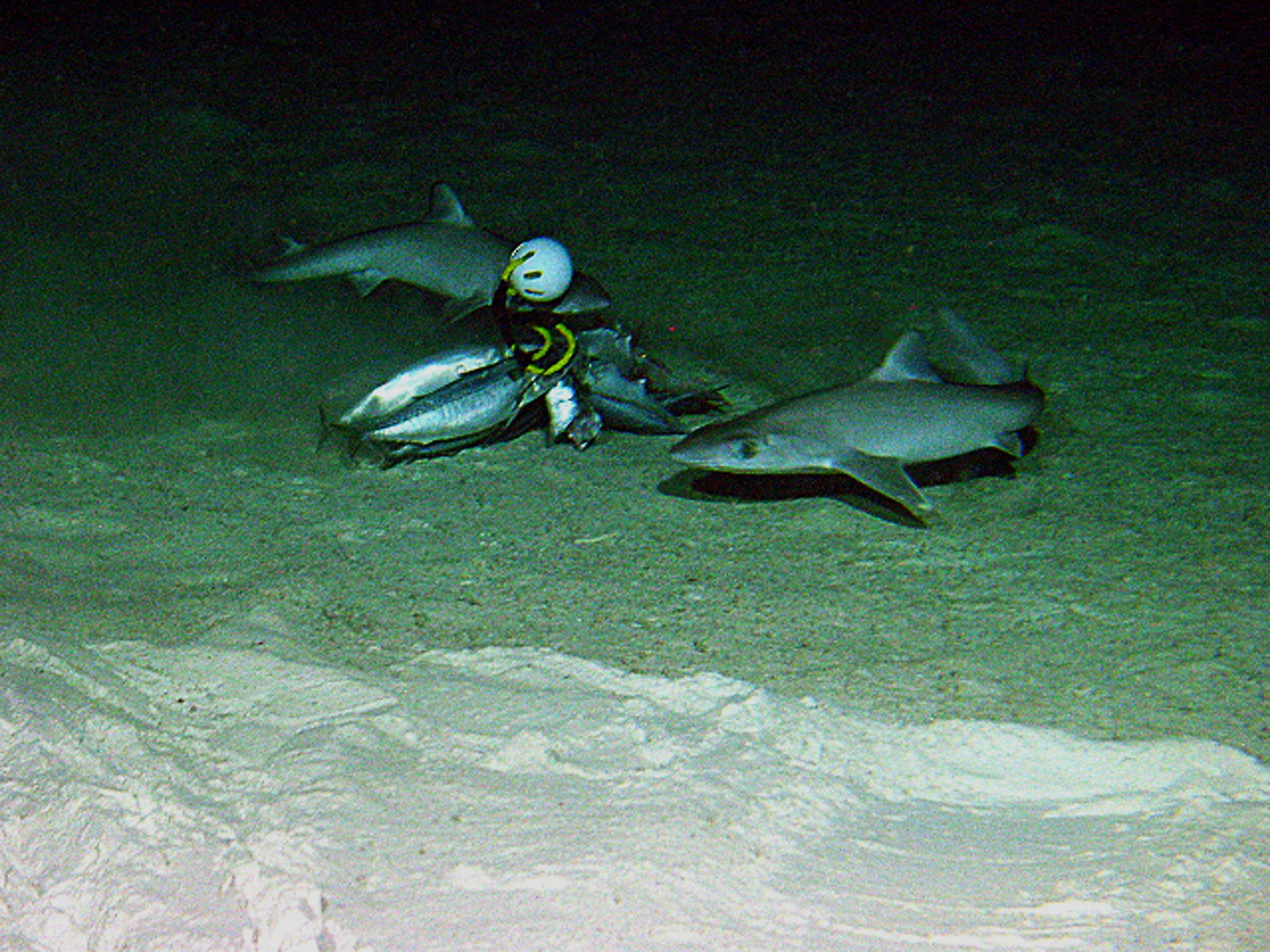
Koleniowate (na zdjęciu: Squalus mitsukurii) padają czasami ofiarą C. altimus

C. altimus poluje głównie na żyjące przy dnie ryby kostnoszkieletowe (takie jak jaszczurnikowate, kulbinowate, flądrokształtne i ogackowate) oraz głowonogi. Czasami wzbogaca dietę o niektóre gatunki ryb chrzęstnoszkieletowych (jak na przykład: koleniowate z rodzaju Squalus, rekinkowate z rodzaju Holohalaelurus, ogończe Dasyatis czy chimerokształtne). Młode żarłacze padają niekiedy ofiarą większych rekinów. Podobnie jak inne żarłaczowate, również C. altimus jest żyworodny. Embriony w ciele matki zużywają zapasy żółtka z pęcherzyka żółtkowego, który później łączy się ze ścianą macicy tworząc tzw. łożysko pęcherzyka żółtkowego, dzięki któremu dostarczane jest pożywienie z organizmu samicy. Jednorazowo na świat może przyjść od 3 do 15 młodych (zazwyczaj około 7). Ciąża trwa 10 miesięcy. Jeden miot może być potomstwem więcej niż jednego samca, samica często kopuluje z wieloma partnerami. W Morzu Śródziemnym poród odbywa się od końca sierpnia do września, w wodach przybrzeżnych Madagaskaru młode przychodzą na świat we wrześniu lub październiku. Nowo narodzone młode mierzy około 70–90 cm długości. Samce i samice osiągają dojrzałość płciową po osiągnięciu 2,2–2,3 metra długości. Od osiągnięcia dojrzałości rekiny te żyją średnio 21 lat, przez cały ten okres są zdolne do rozrodu.

## Relacje z ludźmi
Pomimo sporych rozmiarów C. altimus nie stanowi zagrożenia dla ludzi z powodu preferowanej głębokości występowania. Znajdowany jest czasami jako przyłów z połowów innych gatunków ryb, takich jak mniejsze tuńczyki (głównie w sieciach skrzelowych oraz na dużych kutrach rybackich) na różnych obszarach jego występowania, a regularnie poławiany w okolicy wybrzeży Kuby. Złowione osobniki przeznacza się najczęściej do produkcji oleju z wątroby, wyrobów ze skór oraz mączki rybnej. Na obszarach południowo-wschodniej Azji większy popyt istnieje na mięso tego gatunku. Spożywa się je na surowo lub przetwarzane. Największe zapotrzebowanie na płetwy rekinów istnieje w Chinach, gdzie wykorzystuje się je do sporządzania zup z płetw rekina. Poławianie C. altimus na wschodnich wybrzeżach Stanów Zjednoczonych oraz w Australii jest zakazane. Gatunek ten został wpisany na listę "Prohibited Species" w 2007 w ramach Fishery Management Plan for Atlantic.
Międzynarodowa Unia Ochrony Przyrody (IUCN) nie posiada wystarczających informacji na temat wielkości populacji oraz realnych zagrożeń C. altimus, by określić globalny stan populacji tego gatunku. Ponadto większość połowów (celowych lub jako przyłów) ma miejsce na wodach międzynarodowych, a zważając na skłonność do migracji C. altimus trudno wiarygodnie ustalić stan populacji na poszczególnych obszarach. Jednakże z powodu intensywnego rybołówstwa w porównaniu ze stosunkowo powolnym tempem rozrodczym uznaje się, że populacja w północno-zachodnim Oceanie Atlantyckim oraz na innych obszarach stale się zmniejsza. Według danych z 2005 roku liczba osobników na Malediwach zmniejszyła się od połowy XX wieku. W 1995 roku uznano go za "gatunek wysoce migrujący" i wpisano na listę Agreement on the Conservation and Management of Straddling Fish Stocks and Highly Migratory Fish Stocks Organizacji Narodów Zjednoczonych (ONZ). Nie przyczyniło się to jak dotąd do zwiększenia ochrony tego gatunku. W wodach Australii uznano go za gatunek najmniejszej troski z powodu braku ewentualnych zagrożeń.